# Strega per un giorno
Strega per un giorno (Wicked Stepmother) è un film del 1989 scritto, prodotto e diretto da Larry Cohen.
È stato l'ultimo film di Bette Davis, la quale morì poco tempo dopo la fine delle riprese.